# Louis Pavy

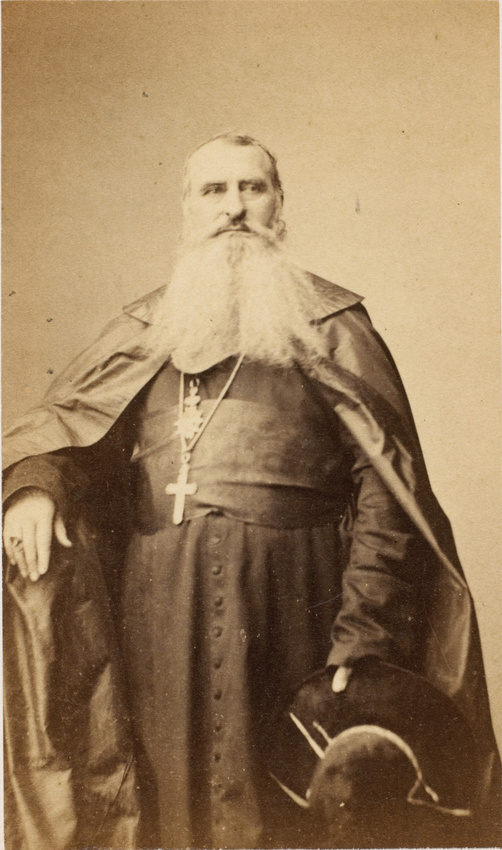
Louis-Antoine-Augustin Pavy

Louis-Antoine-Augustin Pavy (* 18. März 1805 in Roanne, Frankreich; † 16. November 1866 in Algier, Algerien) war von 1846 bis zu seinem Tod römisch-katholischer Bischof von Algier.

## Leben
Pavy studierte am Seminar von Lyon und empfing am 13. Juni 1829 das Sakrament der Priesterweihe. Er wirkte als Seelsorger in Saint-Romain-de-Popey sowie in der Pfarrgemeinde von St-Bonaventure. Darüber hinaus unterrichtete an der theologischen Fakultät von Lyon und war Mitglied der Académie des sciences, belles-lettres et arts de Lyon.
Am 11. März 1846 wurde Pavy zum Bischof von Algier ernannt und am 16. April desselben Jahres die Ernennung bestätigt. Die Bischofsweihe spendete ihm am 24. Mai 1846 der Erzbischof von Lyon, Kardinal Louis-Jacques-Maurice de Bonald; Mitkonsekratoren waren Alexandre Devie, Bischof von Belley, und Bénigne-Urbain-Jean-Marie du Trousset d’Héricourt, Bischof von Autun. Pavy starb am 16. November 1866 in Saint-Eugène auf dem Gebiet des heutigen Stadtviertels von Algier, Bologhine.

## Wirken als Bischof
Pavy wird eine entscheidende Rolle für die Entwicklung des Bistums Algier und der römisch-katholischen Kirche in Algerien zugemessen.

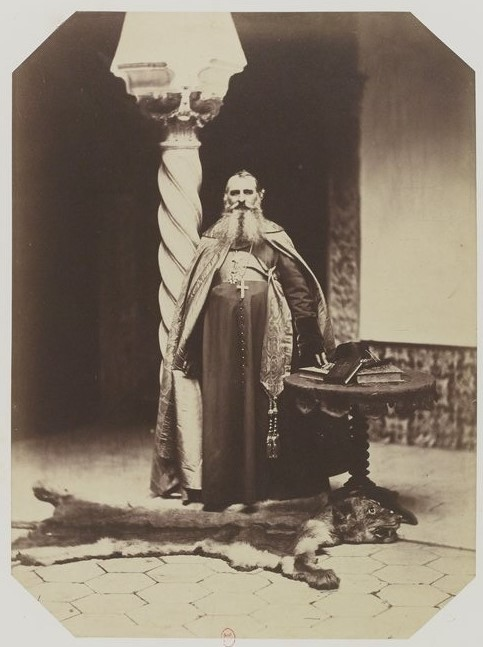

Er ieß Seminare gründen sowie die Anzahl der Diözesanpriester erhöhen. Darüber hinaus versuchte Pavy, möglichst viele Araber an den Katholizismus heranzuführen. Auch die Bauarbeiten zur Errichtung der Basilika Unserer Lieben Frau von Afrika in ihrer heutigen Form fallen in seine Amtszeit.